# Kjetil Haug
Christian Kjetil Haug (Halden, 1998. június 12. –) norvég korosztályos válogatott labdarúgó, a francia Toulouse kapusa.

## Pályafutása

### Klubcsapatokban
Kjetil Haug a norvégiai Halden városában született. Az ifjúsági pályafutását a helyi Kvik Haldennél kezdte. 2013 és 2014 között a Sarpsborg 08 csapatát erősítette. 2014-ben igazolt az angol Manchester City akadémiájához.
2018-ban visszatért Norvégiába és itt kezdte el profi pályafutását a Sogndall felnőtt csapatában, ahol mindössze két kupamérkőzésen lépett pályára. 2018-ban az Elverumnál, míg 2019-ben a Vålerenganál szerepelt, mint kölcsönjátékos.
2019. augusztus 1-jén három éves szerződést kötött a Vålerenga együttesével. A ligában először a 2020. július 12-ei, Mjøndalen elleni mérkőzésen lépett pályára.
2022. július 1-jén a francia első osztályban érdekelt Toulouse csapatához igazolt.

### A válogatottban
Haug az U15-ös korosztálytól egészen az U21-es válogatottig képviselte Norvégiát.
2018-ban debütált a U21-es válogatottban. Először 2018. november 20-án, Törökország ellen 3–2-re megnyert barátságos mérkőzésen lépett pályára.

## Statisztikák
2022. június 26. szerint
| Klub      | Szezon   | Osztály     | Bajnokság | Bajnokság | Kupa  | Kupa | Nemzetközi | Nemzetközi | Összesen | Összesen |
| Klub      | Szezon   | Osztály     | Meccs     | Gól       | Meccs | Gól  | Meccs      | Gól        | Meccs    | Gól      |
| --------- | -------- | ----------- | --------- | --------- | ----- | ---- | ---------- | ---------- | -------- | -------- |
| Sogndal   | 2018     | OBOS-ligaen | 0         | 0         | 2     | 0    | —          | —          | 2        | 0        |
| Elverum   | 2018     | divisjon 2. | 12        | 0         | 0     | 0    | —          | —          | 12       | 0        |
| Vålerenga | 2019     | Eliteserien | 0         | 0         | 1     | 0    | 0          | 0          | 1        | 0        |
| Vålerenga | 2020     | Eliteserien | 2         | 0         | 0     | 0    | 0          | 0          | 2        | 0        |
| Vålerenga | 2021     | Eliteserien | 12        | 0         | 1     | 0    | 1          | 0          | 14       | 0        |
| Vålerenga | 2022     | Eliteserien | 11        | 0         | 0     | 0    | 0          | 0          | 11       | 0        |
| Vålerenga | Összesen | Összesen    | 25        | 0         | 2     | 0    | 1          | 0          | 28       | 0        |
| Összesen  | Összesen | Összesen    | 37        | 0         | 4     | 0    | 1          | 0          | 42       | 0        |

## Fordítás
Ez a szócikk részben vagy egészben  a   Kjetil Haug című angol Wikipédia-szócikk fordításán alapul.  Az eredeti cikk szerkesztőit annak laptörténete sorolja fel. Ez a jelzés csupán a megfogalmazás eredetét és a szerzői jogokat jelzi, nem szolgál a cikkben szereplő információk forrásmegjelöléseként.